# Eques

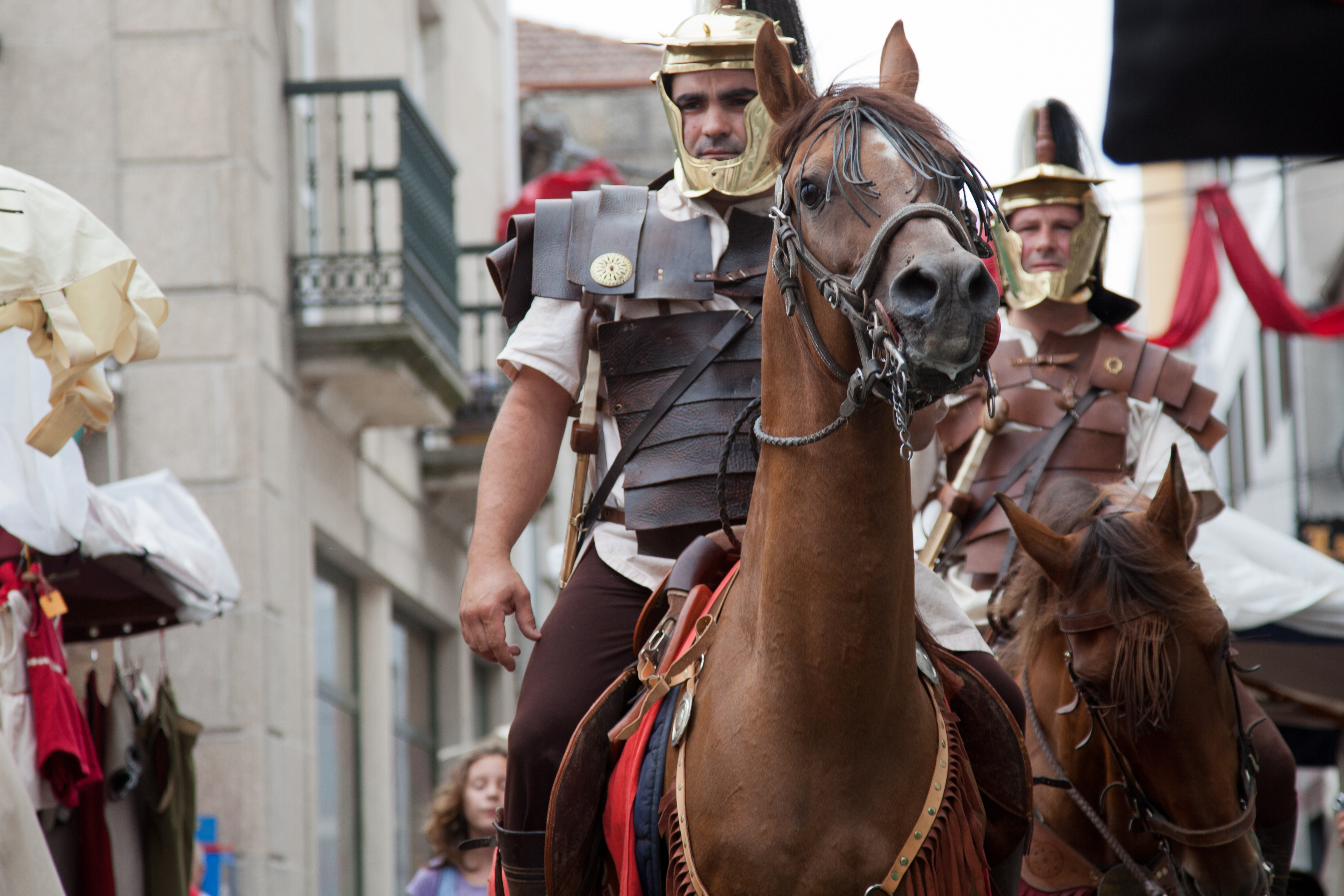
Eques

Eques („călăreț“, de la lat. equus, „cal“, plural equites; adesea tradus „cavaler“) denumea în Imperiul Roman un membru al ordo equester (cavalerie), o clasă socială cu privilegii deosebite, poziționată în ierarhia socială imediat după clasa senatorilor (ordo senatorius).